# Epholcis divergens
Epholcis divergens är en skalbaggsart som beskrevs av Waterhouse 1875. Epholcis divergens ingår i släktet Epholcis och familjen Melolonthidae. Inga underarter finns listade i Catalogue of Life.